# Ben Stiller
Benjamin Edward Meara "Ben" Stiller (sinh ngày 30 tháng 11 năm 1965) là một diễn viên, danh hài, nhà biên kịch, đạo diễn và nhà sản xuất người Mỹ. Anh là con trai của các danh hài kỳ cựu Jerry Stiller và Anne Meara. Sau khi bắt đầu sự nghiệp diễn xuất của mình với một vở kịch, Stiller đã viết nhiều phim châm biếm xã hội, anh đã được giao làm chương trình riêng của mình mang tên The Ben Stiller Show do anh sản xuất và tổ chức cho toàn chương trình: 13 tập.
Sau khi diễn xuất trên truyền hình, anh bắt diễn xuất trong các bộ phim điện ảnh; anh xuất hiện lần đầu với tư cách đạo diễn của mình với Reality Bites. Trong suốt sự nghiệp của mình, anh đã viết, đã đóng vai chính trong, làm đạo diễn và sản xuất trên 50 bộ phim, bao gồm Bí mật của Walter Mitty, Zoolander, There's Something About Mary, Meet the Parents, DodgeBall, Tropic Thunder, loạt Madagascar, Night at the Museum, và phần tiếp theo Đêm kinh hoàng 2. Ngoài ra, anh đã có nhiều vai diễn khách mời trong video ca nhạc, chương trình truyền hình và phim. Stiller là một thành viên của hội anh em diễn xuất hài hước, một hội có tên gọi thông tục gọi là Frat Pack. Các phim của anh đã thu về hơn 2,6 tỷ USD trong Canada và Hoa Kỳ, với mức trung bình 79 triệu USD. Trong suốt sự nghiệp của mình, anh đã nhận được nhiều giải thưởng, bao gồm một giải Emmy, nhiều giải Điện ảnh của MTV và một giải Teen Choice.

## Tuổi thơ
Benjamin Edward Meara Stiller sinh ngày 30 tháng 11 năm 1964 tại thành phố New York. Cha anh, diễn viên hài Jerry Stiller (sinh 1927) là một người Do Thái di cư từ Ba Lan và Galicia ở Đông Âu. Mẹ anh, nữ diễn viên hài Anne Meara (1929-2015) vốn là một người công giáo đã chuyển sang đạo Do Thái sau khi kết hôn với cha anh. Trong khi gia đình "cực kỳ sùng đạo", họ vẫn tổ chức cả Hanukkah và Giáng sinh, riêng Stiller còn có một Bar Mitzvah.

## Sự nghiệp diễn xuất

### Khởi nghiệp
Năm anh mới khoảng 15 tuổi, Stiller kiếm được một vai nhỏ trên chương trình soap opera Guiding Light, mặc dù trong một bài phỏng vấn anh mô tả vai diễn này thật kém cỏi. Sau đó anh được tuyển một vai diễn trong vở kịch làm lại Broadway 1986 The House of Blue Leaves của John Guare bên cạnh John Mahoney, nhà sản xuất sẽ đoạt bốn giải Tony sau này. Trong thời gian này Stiller còn sản một bộ phim tài liệu châm biếm chính nam diễn viên đồng hương Mahoney. Diễn viên và đoàn làm phim đã ghi nhân năng khiếu hài hước, và sau đó anh xuất hiện trong một bộ phim ngắn 10 phút gọi là The Hustler of Money, một phim nhại tác phẩm The Color of Money của Martin Scorsese. Bộ phim ngắn đã gây sự chú ý của Saturday Night Live khi phát sóng nó năm 1987, và hai năm sau đài đã đề nghị anh một vị trí trong đội ngũ biên kịch. Trong thời gian này anh còn có một vai nhỏ trong Empire of the Sun của Steven Spielberg.

### The Ben Stiller Show
Các nhà sản xuất tại MTV rất ấn tượng với Back to Brooklyn đến nỗi họ đã đề nghị Stiller làm một chương trình 13 tập theo định dạng "vid-com" thử nghiệm. Lấy tên là  The Ben Stiller Show, chương trình là sự kết hợp giữa những vở hài kịch ngắn với video âm nhạc và nhại theo nhiều chương trình truyền hình, ngôi sao âm nhạc và phim ảnh. Chương trình có sự tham gia của chính Stiller, bên cạnh hai biên kịch chính Jeff Khan và Harry O'Reilly, với cha mẹ và chị gái anh thường xuyên xuất hiện.

### Đạo diễn đầu tay

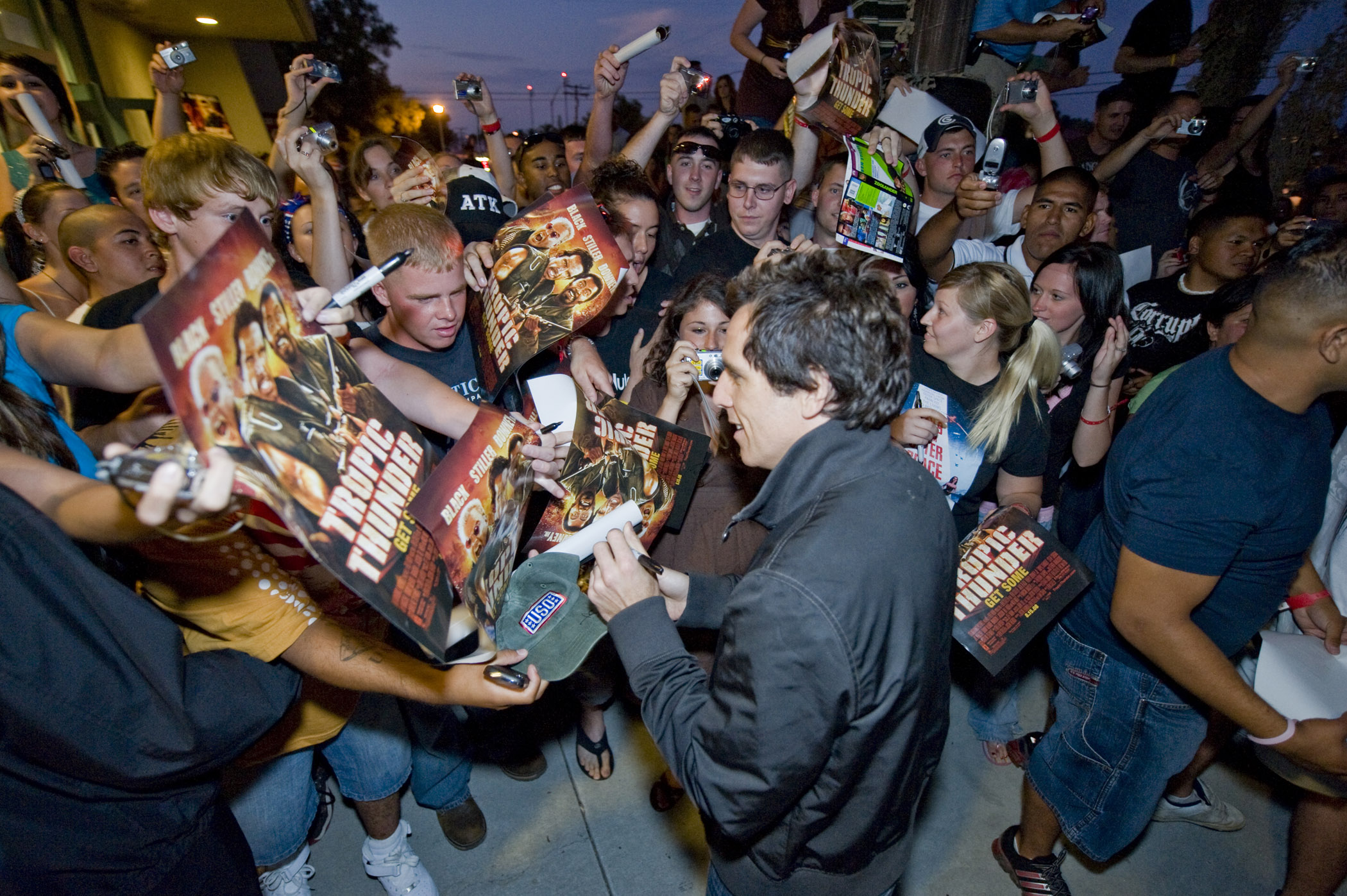
Stiller ký tặng trước một buổi công chiếu Tropic Thunder tại trại Pendleton ngày 3 tháng 8 năm 2008.

Stiller có một vài vai nhỏ trong đầu thập niên 1990 trong những bộ phim như Stella, Highway to Hell và một vai khách mời trong The Nutt House. Năm 1992, Stiller được tiếp cận để đạo diễn Reality Bites, dựa trên một kịch bản của Helen Childress. Stiller dành một năm rưỡi tiếp theo để viết lại kịch bản với Childress, gây quỹ và tuyển dàn diễn viên cho phim. Phim cuối cùng được công chiếu đầu năm 1994, do Stiller đạo diễn và tham gia đóng vai phụ. Phim do Danny DeVito đạo diễn, người sau này sẽ đạo diễn bộ phim năm 2003 của Stiller Duplex và sản xuất bộ phim năm 2004 của anh Along Came Polly. Reality Bites ra mắt ở vị trí bộ phim có doanh thu cao nhất ngay trong tuần đầu công chiếu và nhận được nhiều phản hồi trái chiều.

### Vai diễn hài
Năm 1998, Stiller tạm dừng những tham vọng đạo diễn để tham gia trong bộ phim đình đám There's Something About Mary của anh em nhà Farrelly bên cạnh Cameron Diaz, giúp nâng tầm sự nghiệp diễn xuất của anh. Stiller còn được mời để tham gia dẫn chương trình các giải thưởng Video âm nhạc, nơi anh bắt chước Backstreet Boys và trình diễn một vở ca kịch với cha mình, bàn luận về sự nghiệp hiện tại của anh. Năm 1999, anh tham gia đóng trong ba bộ phim, bao gồm Mystery Men, nơi anh đóng một vai wannabe siêu anh hùng gọi là Mr. Furious. Anh trở lại để đạo diễn một chương trình hài mới cho Fox có tên là Heat Vision and Jack với sự tham gia của Jack Black; tuy nhiên chương trình đã không được Fox lựa chọn sau khi tập thí điểm và sê-ri bị hủy bỏ.
Năm 2000, Stiller đóng trong hơn ba bộ phim, bao gồm một trong những vai diễn dễ nhận ra nhất của anh, một nam y tá tên Gaylord "Greg" Focker trong Meet the Parents, đối đầu với Robert De Niro. Phim nhận được phản hồi tích cực từ giới phê bình, thu về 330 triệu đô toàn cầu và sinh ra hai phần tiếp theo. Cũng trong năm 2000, MTV một lần nữa mời anh làm một bộ phim ngắn khác, và anh đã phát triển Mission: Improbable, một phim nhại lại vai diễn của Tom Cruise trong Mission: Impossible II và một vài bộ phim khác.
Năm 2011, Stiller, Eddie Murphy và Alan Alda tham gia đóng trong Tower Heist, kể về một nhóm nhân viên bảo trì lên kế hoạch cho một vụ cướp trong một tòa nhà chọc trời. Stiller còn sản xuất, đạo diễn và đóng chính trong Bí mật của Walter Mitty công chiếu năm 2013. Tác phẩm công chiếu đầu tiên của anh năm 2014 là bộ phim hài kịch While We're Young do Noah Baumbach đạo diễn, trong đó anh thủ vai một nhà làm phim tài liệu kết bạn với một cặp vợ chồng trẻ. Stiller và Owen Wilson xuất hiện tại Tuần thời trang Paris vào tháng 3 năm 2015 trong trang phục các nhân vật trong Zoolander và quay phần tiếp theo bắt đầu vào mùa xuân với Stiller đạo diễn một lần nữa. Phần phim mang tên Trai đẹp lên sàn công chiếu vào tháng 2 năm 2016 với Penélope Cruz và Kristen Wiig đóng vai phụ, nhận được phản hồi tiêu cực từ giới phê bình.

## Giải thưởng và thành tựu
- Stiller được trao một giải Emmy cho "Viết kịch bản xuất sắc nhất cho một chương trình Hài kịch hoặc tạp kỹ" trong The Ben Stiller Show.
- Anh được đề cử giải Teen Choice mười hai lần và thắng một giải cho hạng mục "Choice Hissy Fit" trong Zoolander.
- Anh được đề cử giải Điện ảnh của MTV mười ba lần và thắng ba lần: "Cảnh chiến đấu hay nhất" trong There's Something About Mary, "Vai hài xuất sắc nhất" trong Meet the Parents và "Phản diện hay nhất" trong DodgeBall: A True Underdog Story.[31] Anh còn nhận giải MTV Generation, hạng mục danh dự hàng đầu của giải thường này.[32]
- Năm 2011 anh được trao giải BAFTA Britannia - giải Charlie Chaplin Britannia cho Vai hài xuất sắc nhất bởi BAFTA Los Angeles.[33]
- Năm 2014 anh được đề cử Nam diễn viên chính xuất sắc nhất trong lễ trao giải Sao Thổ lần thứ 40 cho The Secret Life of Walter Mitty.[34]
- Ngày 6 tháng 2 năm 2016, Stiller đã ghi vào Sách Kỷ lục Guinness với cây gậy tự sướng dài nhất thế giới có độ dài 8.56 mét.[35]